# 喀里多尼亞鎮區 (密歇根州肯特縣)
喀里多尼亞鎮區（英語：Caledonia Township）是位於美國密歇根州肯特縣的一個特設鎮區。

## 地方資料
喀里多尼亞鎮區的面積為92.46平方千米，當中陸地面積為90.02平方千米，而水域面積為2.45平方千米。根據2020年美國人口普查的數據，當地共有人口15811人，而人口密度為每平方千米171人。